# Hecalus lacteus
Hecalus lacteus är en insektsart som beskrevs av Melichar 1922. Hecalus lacteus ingår i släktet Hecalus och familjen dvärgstritar. Inga underarter finns listade i Catalogue of Life.